# 통응우옌
통응우옌(베트남어: Thống Nguyên / 統元 통원 / 1522년 8월 ~ 1527년 6월)은 베트남 후 레 왕조(後黎朝) 공황(恭皇) 레쑤언(黎椿)의 연호이다. 공황이 권신 막당중(莫登庸)에게 선양함으로써 후 레 왕조가 멸망하게 된다. 이후, 레닌(黎寧)이 장종(莊宗)으로 옹립하여 후 레 왕조 부흥하기 전까지 막 왕조의 치하에 놓이게 된다.

## 개원
- 꽝티에우(光紹) 7년 8월 1일[1](율리우스력 1522년 8월 21일)에 연호를 통응우옌(統元)으로 개원함.[2][3]

- 통응우옌(統元) 6년 6월 15일[4](율리우스력 1527년 7월 12일)에 막 왕조 개창 후, 연호를 민득(明德)으로 건원함.[2][5][3]

## 연대 대조표
| 통응우옌 | 서기(西紀) | 간지(干支) | 명나라 연호     |
| 원년     | 1522년     | 임오(壬午) | 가정(嘉靖) 원년 |
| 2년      | 1523년     | 계미(癸未) | 가정 2년        |
| 3년      | 1524년     | 갑신(甲申) | 가정 3년        |
| 4년      | 1525년     | 을유(乙酉) | 가정 4년        |
| 5년      | 1526년     | 병술(丙戌) | 가정 5년        |
| 6년      | 1527년     | 정해(丁亥) | 가정 6년        |

## 동시대 연호

### 중국
명(明)
- 가정(嘉靖) (1522년 ~ 1566년)

### 일본
- 다이에이(大永) (1521년 ~ 1528년)

## 같이 보기
- 베트남의 연호